# Typhonia alluaudiella
Typhonia alluaudiella is een vlinder uit de familie zakjesdragers (Psychidae). De wetenschappelijke naam van deze soort is, als Melapsyche alluaudiella, voor het eerst geldig gepubliceerd in 1954 door Pierre E.L. Viette. De combinatie in het geslacht Typhonia werd gemaakt in 2010 door Sobczyk & Schütte.

## Type
- holotype: "female. IX.1952 leg. R. Paulian. genitalia slide Viette 2578"
- instituut: MNHN, Parijs, Frankrijk
- typelocatie: "Madagascar, Quest, 8º Reserve naturelle intégrale de Namoroka"[1]